# John McKay
John McKay (Kent, 18 de novembro de 1939 – Montreal, 19 de abril de 2022) foi um matemático britânico-canadense. É professor da Universidade Concórdia.
É conhecido pela descoberta do Monstrous moonshine.

## Publicações
- McKay, J. (1965). «Algorithm 262: Number of restricted partitions of N». Comm. ACM. 8 (8): 493. doi:10.1145/365474.366060
- McKay, J. (1965). «Algorithm 263: Partition generator». Comm. ACM. 8 (8): 493. doi:10.1145/365474.366063
- McKay, J. (1965). «Algorithm 264: Map of partitions into integers». Comm. ACM. 8 (8): 493. doi:10.1145/365474.365501
- McKay, J. (1967). «On the representation of symmetric polynomials». Comm. ACM. 10 (7): 428–429. doi:10.1145/363427.363452
- McKay, J. (1967). «Symmetric group characters». Comm. ACM. 10 (7): 451–452. doi:10.1145/363427.363475
- McKay, J.; Bratley, P. (1967). «Algorithm 305: Symmetric polynomials». Comm. ACM. 10 (7). doi:10.1145/363427.363465
- McKay, J.; Bratley, P. (1967). «Algorithm 313: Multi-dimensional partition generator». Comm. ACM. 10 (10): 666. doi:10.1145/363717.363783
- McKay, J.; Atkin, A. O. L.; Bratley, P.; Macdonald, I. G. (1967). «Some computations for m-dimensional partitions». Proc. Camb. Phil. Soc. 63 (4): 1097–1100. doi:10.1017/S0305004100042171
- McKay, J.; Bratley, P. (1968). «More amicable numbers». Math Comp. 22 (103): 677–678. JSTOR 2004549
- McKay, J. (1968). «Remark on algorithm 307: Symmetric group characters». Comm. ACM. 11 (1). 14 páginas. doi:10.1145/362851.362867
- McKay, J. (1968). «Remark on algorithm 305: Symmetric Polynomials». Comm. ACM. 11 (4): 272. doi:10.1145/362991.363049
- McKay, J. (1968). «On the evaluation of multiplicative combinatorial expressions». Comm. ACM. 11 (6): 492. doi:10.1145/363347.363357
- McKay, J. (1968), «A method of computing the character table of a finite group», in:  Churchhouse, R. F.; Herz, Computers in mathematical research, North-Holland Publishing
- McKay, J.; Higman, G. (1969). «The construction of Janko's simple group of order 50232960». Bull. Lond. Math. Soc. 1 (2): 89–94. doi:10.1112/blms/1.2.219-t
- McKay, J.; Bratley, P.; Lunnon, W. F. (1970). «Amicable numbers and their distribution». Math. Comp. 24 (110): 431–432. JSTOR 2004490
- McKay, J. (1970). «Algorithm 371: Partitions in natural order». Comm. ACM. 13 (1): 52. doi:10.1145/361953.361980
- McKay, J. (1970). «Algorithm 391: Unitary symmetric polynomials». Comm. ACM. 13: 512. doi:10.1145/362705.362719
- McKay, J. (1970), «The construction of the character table of a finite group from generators and relations», in:  Leech, Computational problems in abstract algebra, Pergamon Press, pp. 89–100
- McKay, J. (1970), «Multi-dimensional partitions», in:  Welsh, Combinatorial theory and its applications, Academic Press
- McKay, J. (1971), «Subgroups and permutation characters», in:  Birkhoff; Hall, Proc. Symp. Pure Math. AMS-SIAM, pp. 171–181
- McKay, J.; Wales, D. (1971). «The multiplier of the Higman-Sims simple group». Bulletin of the London Mathematical Society. 3 (3): 283–285. doi:10.1112/blms/3.3.283
- McKay, J.; Wales, D. (1971). «The multiplier of the simple groups of order 604800 and 50232960». Journal of Algebra. 17 (2): 262–272. doi:10.1016/0021-8693(71)90033-0
- McKay, J. (1971). «Groups and subgroups, presentations and representations». Proc. 2nd ACM symposium on symbolic and algebraic manipulation. p. 104. doi:10.1145/800204.806274
- McKay, J. (1972). «Irreducible representations of odd degree». Journal of Algebra. 20 (2): 416–418. doi:10.1016/0021-8693(72)90066-X
- Lam, C. W. H.; McKay, J. (1973). «Arithmetic over a finite field, Algorithm 469». Comm. ACM. 16 (11): 699. doi:10.1145/355611.362544
- McKay, J.; Regener, E. (1974). «Algorithm 482:Transitivity sets». Comm. ACM. 17 (8): 470. doi:10.1145/361082.361098
- McKay, J. (1974), «Computing with finite simple groups», Proceedings 2nd International conference in group theory, 372, Springer-Verlag, pp. 448–452
- Jonsson, W.; McKay, J. (1976). «More about the Mathieu group». Canadian Journal of Mathematics. 28: 929–937. MR 0427103
- McKay, J. (1976). «The largest degrees of irreducible characters of the symmetric group». Mathematics of Computation. 30 (135): 624–631. JSTOR 2005331
- Fischer, J.; McKay, J. (1978). «The non-abelian simple groups G, |G| < 106 - maximal subgroups». Mathematics of Computation. 32 (144): 1293–1302. JSTOR 2006354. MR 0498831
- Erbach, D. W.; Fischer, J.; McKay, J. (1979). «Polynomials with PSL(2,7) as Galois group». Journal of Number Theory. 11 (1): 69–75. MR 0527761. doi:10.1016/0022-314X(79)90020-9
- McKay, J. (1979). «Some remarks on computing Galois groups». SIAM Journal on Computing. 8: 344–347. MR 0539252
- Cannon, J.; McKay, J.; Young, K. C. (1979). «The non-abelian simple groups G, |G| < 105 - minimal presentations». Communications in Algebra. 7 (13): 1397–1406. doi:10.1080/00927877908822409
- McKay, J. (1979). «The non-abelian simple groups G, |G\| < 106 - character tables». Comm. in Algebr. 7 (13): 1407–1445. doi:10.1080/00927877908822410
- McKay, J.; Young, K. C. (1979). «The non-abelian simple groups G, |G| < 106 - minimal generating pairs». Mathematics of Computation. 33 (146): 812–814. JSTOR 2006317
- McKay, J. (1980). «Graphs singularities and finite groups». Proc. of 1979 Santa Cruz group theory conference. AMS Symposia in Pure Mathematics. 37. pp. 183–186. ISBN 0-8218-1440-0
- McKay, J. (1981). «Cartan matrices, finite groups of quaternions, and Kleinian singularities». Proc. AMS. 81: 153–154. doi:10.1090/S0002-9939-1981-0589160-8
- McKay, J.; Patera, J.; Sharp, R.T. (1981). «Second and fourth indices of plethysms». J. Math. Phys. 22 (12): 2770–2774. MR 0638081. doi:10.1063/1.525183
- Ford, D. J.; McKay, J. (1982), «Representations and Coxeter graphs», The Geometric Vein, Springer-Verlag
- Lam, C. W. H.; Thiel, L.; Swiercz, S.; McKay, J. (1983). «The nonexistence of ovals in a projective plane of order 10». Discrete Math. 45 (2–3): 319–321. MR 0704249. doi:10.1016/0012-365X(83)90049-3
- Butler, G.; McKay, J. (1983). «The transitive groups of degree up to eleven». Comm. in Algebra. 11 (7): 863–911. doi:10.1080/00927878308822884
- Kolesova, G.; McKay, J. (1984), «Practical strategies for computing Galois groups», in:  Atkinson, M. D., Computing in Groups, Academic Press, pp. 297–299, MR 0760664
- Dummit, D.; Kisilevsky, H.; McKay, J. (1985). «Multiplicative products of η functions». American Math. Soc. Contemporary Mathematics. 45: 89–98. MR 0822235
- McKay, J., ed. (1985). «Finite groups - Coming of age». American Math. Soc. Contemporary Mathematics. 45
- McKay, J.; Regener, E. (1985). «Actions of permutation groups on r-sets». Comm. in Algebra. 13 (3): 619–630. MR 0773753. doi:10.1080/00927878508823180
- Soicher, L. H.; McKay, J. (1985). «Computing Galois groups over the rationals». J. Number theory. 20 (3): 273–281. doi:10.1016/0022-314X(85)90022-8
- Ford, D.; McKay, J. (1986). From polynomials to Galois groups. International EUROCAL conference in computer algebra. Lecture Notes in Computer Science. 204. Springer-Verlag. pp. 535–536. doi:10.1007/3-540-15984-3_324
- McKay, J.; Stauduhar, R. (1987). «Coda to a theorem of Schur». Crelle J. 377: 219–220
- McKay, J. (1987). «On computing discriminants». Amer. Math. Monthly. 94 (6): 523–527. JSTOR 2322843
- McKay, J. (1988), «Advances in computational Galois theory», in:  Tangora, Computers in Algebra, 111, Marcel Dekker, pp. 99–101
- Conder, M.; McKay, J. (1988). «A necessary condition for transitivity of a finite permutation group». Bull. Lond. Maths. Soc. 20 (3): 235–238. doi:10.1112/blms/20.3.235
- Ford, D.; McKay, J. (1989), «Computation of Galois groups from polynomials over the rationals», in:  Chudnovsky; Jenks, Computer Algebra, 113, Marcel Dekker, pp. 145–150
- McKay, J.; Strauss, H. (1990). «The q-series of monstrous moonshine & the decomposition of the head characters». Comm. in Algebra. 18 (1): 253–278. doi:10.1080/00927879008823911
- Ford, D.; McKay, J. (1989). «Ramifications of Ramanujan's work on eta-products». Proc. Indian Acad. Sci. 99: 221–229
- Darmon, H.; McKay, J. (1991). «A continued fraction and fixed-point-free permutations». Amer. Math. Monthly. 98 (1): 25–26. JSTOR 2324031
- McKay, J. (1991). «A generalized Hecke operator and functions like j(z)». AMS Abstracts. 12: 283
- Alexander, D.; Cummins, C.; McKay, J.; Simons, C. (1992),  Liebeck; Saxl, eds., «Groups, Combinatorics and Geometry», Cam. Univ. Press, LMS Lecture Note Series, 165: 87–98, MR 1200252 |contribuição= ignorado (ajuda)
- Casperson, D.; McKay, J. (1992). «An ideal decomposition algorithm». AMS Abstracts. 13: 405
- Conway, J.; McKay, J. (abril de 1992). «The Mathieu groups as Galois groups». AMS Abstracts
- Casperson, D.; McKay, J. (1994). «Symmetric functions, m-sets, and Galois groups». Math. Comp. 63 (208): 749–757. JSTOR 2153295. doi:10.1090/S0025-5718-1994-1234424-5
- Ford, D.; McKay, J.; Norton, S. (1994). «More on replicable functions». Comm. in Algebra. 22: 5175–5193. doi:10.1080/00927879408825127
- McKay, J. (1995). «A note on the elliptic curves of Harada-Lang». In:  Arasu, K. T. Groups, Difference Sets and the Monster. [S.l.]: de Gruyter. p. 409. ISBN 3-11-014791-2
- Casperson, D.; Ford, D.; McKay, J. (1996). «Ideal Decompositions and Subfields». J. Symb. Comp. 21 (2): 133–137. doi:10.1006/jsco.1996.0005
- Conder, M.; McKay, J. (1996). «The marking of the Golay code». New Zealand J. Math. 25: 133–139. Predefinição:Citeseerx
- Conway, J.; Hulpke, A.; McKay, J. (1996). «On transitive permutation groups». J. of Mathematics & Computation. 1
- Cohn, H.; McKay, J. (1996). «Spontaneous generation of modular invariants». Math. Comp. 65 (215): 1295–1309. JSTOR 2153808. doi:10.1090/S0025-5718-96-00726-0
- Mattman, T.; McKay, J. (1997). «Computation of Galois groups over function fields». Math. Comp. 66 (218): 823–831. JSTOR 2153898. doi:10.1090/S0025-5718-97-00831-4
- McKay, J.; Stauduhar, R. P. (1997). «Finding relations among the roots of an irreducible polynomial». Proceedings of ISSAC'97. Maui. pp. 75–77. doi:10.1145/258726.258752
- Noro, M.; McKay, J. (1997). «Computation of replicable functions on RISA/Asir». Proceedings of PASCO'97. Maui. pp. 130–138. doi:10.1145/266670.266713
- McKay, J. (1997). The essentials of moonshine. ICU Suzuki Conf
- McKay, J.; Sebbar, A. (1998). «Fuchsian groups, Schwarzians, and lattices». Comptes Rendus Acad. Sci. Paris. 327 (4): 343–348. doi:10.1016/S0764-4442(99)80045-7
- McKay, J. (1999). «The semi-affine Coxeter-Dynkin diagram and G < SU2». Can. J. Math. 51: 1226–1229
- McKay, J. (1999). «Semi-affine Coxeter-Dynkin graphs and G < SU2». arXiv:math/9907089
- Harnad, J.; McKay, J. (2000). «Modular Solutions to Equations of Halphen Type». Proc. Roy. Soc. A. 456: 261–294. MR 1811320
- Harnad, J.; McKay, J. (2000). «Modular Invariants and Generalized Halphen Systems». C. R. M. Proc. 25: 181–195. MR 1771721
- McKay, J.; Sebbar, A. (2000). «Fuchsian groups, Automorphic functions, and Schwarzians». Math. Annalen. 318 (2): 255–275. doi:10.1007/s002080000116
- Matzat, B.; McKay, J.; Yokoyama, Y. (2000). «Algorithmic Methods in Galois Theory». J. Symb. Comp. 30: 631–872. doi:10.1006/jsco.2000.0389
- McKay, J.; Sebbar, A. (2001), «Arithmetic Semistable Elliptic Surfaces», Proceedings of Moonshine Workshop
- McKay, J.; Sebbar, A. (2001), «Proceedings on Moonshine and Related Topics», CRM Proceedings and Lecture Notes, 30
- Ford, D.J.; McKay, J. (2002). «Monstrous Moonshine - Problems Arising I, Tate Characters»
- Cox, D. A.; McKay, J.; Stevenhagen, P. (2004). «Principal Moduli and Class Fields». Bull. Lond. Math. Soc. 36 (1): 3–12. doi:10.1112/S0024609303002583
- Conway, J.; McKay, J.; Sebbar, A. (2004). «On the discrete groups of Moonshine». Proc. Amer. Math. Soc. 132: 2233–2240. doi:10.1090/S0002-9939-04-07421-0
- McKay, John; Sebbar, Abdellah (1 de janeiro de 2007).  Pierre, ed. Replicable Functions: An Introduction. [S.l.]: Springer Berlin Heidelberg. p. 373-386. ISBN 978-3-540-30307-7. doi:10.1007/978-3-540-30308-4_10
- McKay, John; Sevilla, David (2008). «Aplicacion de la descomposicion racional univariada a monstrous moonshine». arXiv:0805.2311
- McKay, John; Sevilla, David (2008). «Decomposing replicable functions». LMS J. Comput. Math. 11: 146–171. MR 2410918
- McKay, J. (2009), «Introduction and Background», Groups and Symmetries. From Neolithic Scots to John McKay, CRM Proceedings and Lecture Notes, 47, Am. Math. Soc, pp. 1–2
- Conway, John; McKay, J.; Trojan, Allan (2010). «Galois groups over function fields of positive characteristic». Proc. of the AMS. 138: 1205–1212. doi:10.1090/S0002-9939-09-10130-2

## Morte
John McKay morreu no dia 19 de abril de 2022, aos 82 anos de idade.